# Starksboro (Vermont)
Pour les articles homonymes, voir Starksboro.
Starksboro est une ville américaine située dans le Comté d'Addison, dans le Vermont. Selon le recensement de 2020, sa population est de 1 756 habitants.